# Lepisorus papakensis
Lepisorus papakensis là một loài thực vật có mạch trong họ Polypodiaceae. Loài này được (Masam.) Ching & Y.X. Ling miêu tả khoa học đầu tiên năm 1983.